# BS笑点ドラマスペシャル
BS笑点ドラマスペシャル（ビーエスしょうてんドラマスペシャル）は、BS日テレで2017年から放映されている、単発スペシャルのテレビドラマのシリーズ。

## 概要
日本テレビの演芸番組『笑点』にまつわる人物の半生をフィクションを交えてドラマ化したものである。
2017年に第1弾『BS笑点ドラマスペシャル 桂歌丸』、2019年に第2弾『BS笑点ドラマスペシャル 五代目 三遊亭圓楽』、2020年に第3弾『BS笑点ドラマスペシャル 初代林家木久蔵』、2022年に第4弾『BS笑点ドラマスペシャル 笑点をつくった男 立川談志』が放送された。
提供クレジットなど一部シーンでは当時の映像や写真も使用されている。
各作品のキャスティングは共通しており、放送当時の笑点メンバーも「スーパーエキストラ」として特別出演している。このうち現司会者の春風亭昇太は各作品とも笑点の初代プロデューサー・小里光役として出演している。第2作以降は、一部のシーンで旧作の映像が流用されることもある。
また各作品の主人公となった人物の弟子が落語指導要員として参加している。

## 第1作「BS笑点ドラマスペシャル 桂歌丸」
2017年10月9日放映
桂歌丸の入門から笑点の前身である『金曜夜席』のレギュラー入りまでを描いた作品。冒頭では案内役として歌丸本人が登場した。

### あらすじ（第1弾）
椎名巌は祖母・タネにより女手一つで育てられた。彼はラジオの落語に感銘を受けて落語家を志し、古今亭今輔の門下に入るが、落語の方向性で今輔と衝突して破門になり、落語を一時はあきらめて化粧品のセールスマンとなる。だが、妻・富士子に「巌君は落語に戻ったほうがいい」と言われ、今輔を訪れる。今輔に「米丸（当時の兄弟子）さんのところへ行きなさい」と言われ、桂米丸の弟子となり「桂米坊」さらに「桂歌丸」となった。以前から歌丸を気に入っていた立川談志に新たな寄席番組のレギュラーになるように勧められて、出演する事になった。

### スタッフ（第1弾）
- 落語指導：桂歌春、桂歌助、桂歌若、桂歌蔵、桂枝太郎
- エンドクレジットの絵：中嶋修
- ロケ協力：横浜フィルムコミッション、横浜観光コンベンションビューロー、横浜橋通商店街、真金町第一町内会、横浜にぎわい座、浅草木馬亭、沼津市、駿河湾沼津FC「ハリプロ映像協会」ほか

### キャスト（第1弾）
- 古今亭今児→桂米坊→桂歌丸（椎名巌）：尾上松也（幼少期：森岡大星）
- 椎名タネ（祖母）：泉ピン子
- 椎名富士子（旧姓・白岩）：水川あさみ
- 5代目 古今亭今輔：笹野高史
- 4代目 桂米丸：渡辺いっけい
- 白岩ハツ（富士子の母）：藤田弓子
- 菊池三佐江（富士子の従姉妹）：桜井日奈子
- 古今亭伸輔：水橋研二
- 古今亭米五郎：柳下大
- 古今亭金太郎：菅裕輔
- 古今亭千代輔：鈴木勝大
- 5代目 三遊亭圓楽：谷原章介
- 立川談志：駿河太郎[注 5]
- 三遊亭金遊：松尾諭
- 初代 林家三平：中尾明慶
- 小里光（笑点プロデューサー）：春風亭昇太
- 歌丸家に押し掛けたチンピラ：河相我聞
- 今輔の妻：松金よね子
- 銭湯のおやじ：志賀圭二郎
- 横内亜弓、前田倫良、折井あゆみ、東美菜、はるはる、上佳由果、大宮千莉、千鶴ちい、田中悠愛、田中乃愛、井上朱理、柳家松太郎、アッキー、ごっちくん、菊仙、井上あかね、名越佳代、小林愛里、温、細井鼓太
- スーパーエキストラ：林家木久扇、三遊亭好楽、三遊亭小遊三、6代目 三遊亭円楽、林家たい平、2代目 林家三平、山田隆夫

## 第2作「BS笑点ドラマスペシャル 五代目三遊亭圓楽」
2019年1月12日放映
5代目三遊亭圓楽の落語界入りから笑点4代目司会者就任までを描いた作品。冒頭の案内役とナレーションは5代目圓楽の直弟子で名跡を継承した6代目三遊亭円楽が担当した。2019年日本民間放送連盟賞番組部門（テレビドラマ）優秀賞。

### あらすじ（第2弾）
戦後10年間もなく、吉河寛海は三遊亭圓生の門下に入る。もともと寺の息子であったが、父の話で農業を志して農業学校に入るも、友人と演芸場に落語を聞きに行き感動して、落語の道に入った。そこで柳家小ゑん（のちの立川談志）と出会い、彼とつるむうちに影響を受ける。二つ目に昇進してテレビに出るようになるが、そのことで思わぬ波紋を受ける事になった。だが、恋人の和子や圓生夫人（はな）に励まされ、再起する。そしてタイムリミット前の29歳に真打昇進して和子と結婚。そんな中、談志が寄席番組を提案して、レギュラーに誘う。一方、大学で方向性に困惑していた會泰通は圓楽の落語を聞いて、「落語研究会」に入部。圓楽と出会ううちに、同じ目を感じた圓楽に弟子入りを勧められて「三遊亭楽太郎」（のちの6代目三遊亭円楽）となる。圓楽は番組の方向性で談志と衝突して番組をいったん降板するも、談志が降りる事になり桂歌丸らとともに復帰、前田武彦、三波伸介司会の初期では回答者のリーダーとなっていた。しかし数年後「テレビに出るよりも本分である落語を優先させるべきではないか？」と考え、楽太郎に託して番組を降板した。
圓生は小さんと落語協会の方針をめぐって対立して脱退することにして、圓楽も共にすることにした。圓生が病死した後、弟弟子達が落語協会に復帰する手筈を整えたが、圓楽は圓生の総領弟子として彼の遺志を継ぎ、落語協会には戻らず独自で活動する決意を固める。鳳楽、楽太郎らも当初は落語協会に戻ることになっていたが、全員一致でこれを辞退。現在の五代目円楽一門会を立ち上げる事になった。
しばらくして三波の急死で空席となった番組の司会者を頼まれ、釣り堀で偶然再会した談志に迷いを打ち明けるが、「オイラにゃ笑点という番組を完成させることはできなかったが、アンタの思う笑点が完成形だ」と談志からも諭されて、代理司会を引き受ける。その結果観客とスタッフから大好評を受け、そのまま四代目司会者となった。

### スタッフ（第2弾）
- 落語指導：三遊亭圓橘、三遊亭愛楽[注 6]、三遊亭楽麻呂
- 劇中使用：「氷点」（朝日新聞社刊）三浦綾子著
- ロケ協力：台東区フィルムコミッション、東京ロケーションボックス、東京農工大学、東京海洋大学、浅草木馬亭ほか
- ナレーション：6代目 三遊亭円楽

### キャスト（第2弾）
- 三遊亭全生→5代目 三遊亭圓楽（吉河寛海）：谷原章介
- 吉河和子（旧姓・岡村）：貫地谷しほり
- 柳家小ゑん→立川談志：駿河太郎
- 三遊亭楽太郎（會泰通）：塚本高史
- 桂歌丸：尾上松也
- 三遊亭金遊→三遊亭小圓遊：松尾諭
- 林家木久蔵：柄本時生
- 林家こん平：松本大志
- 初代 柳亭小痴楽：粟島瑞丸
- 松崎真：泊帝
- 小里光（笑点プロデューサー）：春風亭昇太
- 田代健一（笑点アシスタントプロデューサー）：忍成修吾
- 小池明美（スナックのママ）：黒谷友香
- 6代目 三遊亭圓生：佐野史郎
- 山崎はな（圓生の妻）：財前直見
- 三波伸介：2代目 三波伸介[注 7]
- 落語協会幹部：村田雄浩、中西良太
- 圓楽の子息：（幼少期）遠藤荘馬、池谷美音、（成長期）佐藤光将、岡崎美優
- 笑点アシスタントプロデューサー：小澤葵
- 湯川尚樹、三嶋健太、川合諒、吉田憲祐、櫻井圭佑、川上たけし、もろいくや、税所伊久麿、遠藤茂雄、前田龍佑、吉村健洋、茂木沙月、沼田寿志、松本佳基、真延心得、白仁裕介、松元飛鳥、田中諒
- スーパーエキストラ：林家木久扇、三遊亭好楽、三遊亭小遊三、林家たい平、2代目 林家三平、山田隆夫

## 第3作「BS笑点ドラマスペシャル 初代林家木久蔵」
2020年1月11日放映。
初代林家木久蔵の高校合格から1982年頃までを描いた作品。冒頭の案内役とナレーションは初代木久蔵こと林家木久扇本人が担当した。2020年日本民間放送連盟賞番組部門（テレビドラマ）優秀賞。これまでの4作で『笑点』の現役メンバーかつ現在の存命者から唯一取り上げられている（第2作の5代目圓楽と第4作の談志は本人の死去後に取り上げられ、第1作の歌丸は当時存命だったが『笑点』から勇退後に放送されており、放送の翌年に死去している）。

### あらすじ（第3弾）
豊田洋は高校卒業後職を転々としていたが、漫画家・清水崑のアシスタントとなった。洋が声（セリフ）を出しながら漫画を執筆するのを見た清水に桂三木助を紹介されて、落語の道に入り桂木久男を名乗る。三木助の病死で林家正蔵（彦六）の弟子となり、桂木久男から林家木久蔵に改める。知人の紹介で武津子と結婚。木久蔵がアルバイトで同日の結婚式の司会者に参加するために中抜けしてしまう。中抜けが武津子にばれてしまうが、木久蔵の母に「凝り性」と言われ、「しょうがないか」と思いつきあうことにした。談志が寄席番組を降板する際に彼をレギュラー回答者に推薦して、出演するがうまくいかない。見かねた圓楽に「好きなことを取り入れればいい」と助言されて、木久蔵は「時代劇の人」になりきって人気を博すようになった。

### スタッフ （第3弾）
- 落語指導：林家きく麿、林家久蔵、林家ひろ木
- 芝居噺指導：林家正雀
- 劇中漫画使用：清水崑（清水崑展示館所蔵）「かっぱ川太郎」「かっぱ天国」、漫画サンデー（1960年10月15日号）
- 漫画指導：牧野嵩之
- ロケ協力：台東区フィルムコミッション、ワープステーション江戸、新宿末廣亭、浅草木馬亭ほか

### キャスト（第3弾）
- 桂木久男→林家木久蔵（豊田洋）：柄本時生
- 豊田武津子（旧姓・清水）：成海璃子
- 8代目 林家正蔵→林家彦六：橋爪功
- 清水崑：柄本明
- 豊田縫子（母）：仙道敦子
- 5代目 柳家小さん：角野卓造
- 3代目 桂三木助：小野武彦
- 岡本マキ（正蔵の妻）：秋野暢子
- 小林仲子（三木助の妻）[注 9]：東ちづる
- 清水基嘉（武津子の兄、寄席小屋の若旦那）[注 10][3]：渡辺大
- 柳家小きん：上川周作
- 清水崑家のお手伝いさん：佐々木春香
- 劇団の主宰者：小久保丈二
- 5代目 三遊亭圓楽：谷原章介
- 桂歌丸：尾上松也
- 立川談志：駿河太郎
- 三遊亭金遊→三遊亭小圓遊：松尾諭
- 三遊亭楽太郎：塚本高史
- 林家こん平：松本大志
- 三波伸介：2代目三波伸介
- 小里光（笑点プロデューサー）：春風亭昇太
- 笑点アシスタントプロデューサー：小澤葵
- 岡本富士太、中本賢、松本実、小川剛生、宮下修司、伊藤正嗣、小林知史、関健介、生田拓馬、中村ひろみ、早川亜希、伊原侑蔵、税所伊久磨、村越亮太、遠藤茂雄ほか
- スーパーエキストラ：三遊亭好楽、三遊亭小遊三、林家たい平、2代目 林家三平

### 宣伝番組（第3弾）
- 『春風亭昇太のとっておきの1本 ～今宵のつまみはBS笑点ドラマSP～』（2019年12月25日、2020年1月11日（再放送） 、BS日テレ）[4][注 11]
  - 出演：春風亭昇太、柄本時生、成海璃子、谷原章介、駿河太郎
  - ナレーター：藤田弓子

## 第4作「BS笑点ドラマスペシャル 笑点をつくった男 立川談志」
2022年1月2日放映。
立川談志と妻・則子（通称「ノン君」）の出会いから落語立川流旗揚げまでを描いた作品。ナレーションは則子の立場で篠田麻里子が担当した。

### あらすじ（第4弾）
柳家小ゑん（立川談志）は演芸場の受付嬢と弟弟子がもめているのを耳にして出向く。どうやら受付嬢は「落語」に疎いらしく、そのこともあってもめてしまい、小ゑんは受付嬢に文句を言うが一目ぼれをしてしまう。その時の受付嬢が妻・則子であった。紆余曲折あって真打に昇進して「立川談志」と改めるが、当時は無名であった。林家三平ばかり注目されるので、何とか注目されたいと思った談志はテレビに目をつけ、小里に「番組を持たせてほしい」と請願する。根負けした小里はやはり渋る上層部を説得して、談志の寄席番組を起動させる。視聴率が上がり、放送時間・曜日も変更、毎週となり番組名を変更。順調な滑り出しとなるが談志は番組の方針をめぐり、圓楽・歌丸たちと衝突してしまい、談志以外のレギュラーが降りる事になった。その後はうまくいかず、小里に訴えられた談志は「俺が降りて、圓楽たちに入れ替わるしかない」といって降板、圓楽たちが復帰。番組を降板した談志は選挙に出て議員となるが、諸般の事情で辞職。その後、番組の司会者は前田武彦、三波伸介と替わっていくが三波が急死。圓楽が次の司会者までの繋ぎとして暫定司会者に選ばれたことを知り、圓楽に「やるべき」とすすめた。落語協会の会長である師匠・柳家小さんと圓楽の師匠・圓生の対立から圓楽一門は協会を脱退していたが、談志もまた協会の方針に反発していて、小さんに脱会届を提出する。協会の会合の席で談志の主張に小さんは激怒し破門扱いの上で脱会させたが、それは小さんの協会内での体面を慮り、談志の一計で演じた言わば「勧進帳」。小さんと談志の間では脱会の話は円満に進んだものだった。

### スタッフ（第4弾）
- 特別協力：有限会社談志役場
- 落語指導：立川志ら乃、林家きく麿
- 映像提供：日本相撲協会、徳間書店
- ロケ協力：東洋館、浅草木馬亭、どぜう飯田屋、健康古民家かのう、深大寺、桐ヶ丘中央商店街、明星大学、青梅ロケーションサービス、日下部理容店、株式会社レントシ―バー、ホテルメトロポリタンエドモント
- special thanks：三遊亭好楽、三遊亭小遊三、三遊亭円楽、春風亭昇太、林家たい平、2代目 林家三平、山田隆夫

### キャスト（第4弾）
- 柳家小ゑん→立川談志（松岡克由）: 駿河太郎
- 松岡則子（談志の妻）：篠田麻里子
- 5代目 柳家小さん：角野卓造
- 三遊亭全生→5代目 三遊亭圓楽：谷原章介
- 初代 林家三平：小手伸也
- 小里光（日本テレビプロデューサー）：春風亭昇太
- 古今亭朝太→3代目 古今亭志ん朝：マギー[注 13]
- 古今亭今児→桂歌丸：尾上松也
- 三遊亭楽太郎：塚本高史
- 三遊亭金遊→4代目 三遊亭小圓遊：松尾諭
- 初代 林家木久蔵：柄本時生
- 小林生代子（小さんの妻）[注 14]：美保純
- 4代目 桂米丸：渡辺いっけい
- 田代健一（日本テレビアシスタントプロデューサー）：忍成修吾
- 虎太郎（談志の弟弟子）[注 15]：河相我聞
- スーパーエキストラ：三遊亭好楽、三遊亭小遊三
- ナレーション（則子以外の部分）：湯川尚樹
- 笑点アシスタントプロデューサー：小澤葵
- 談志の弟弟子：小平大智、大西けんけん
- 居酒屋で談志と三平に絡むサラリーマン：ぶっちゃあ、日向丈
- 談志家の近所の主婦：東美菜、うえきみゆ
- 外山誠二、植田茂、伊藤正嗣、遠藤茂雄、星野未来、税所伊久磨、北村太樹

## オールスタッフ
- 脚本：寺田敏雄
- 監督：雨宮望（1）、猪股隆一（2）、井坂聡（3,4）
- 音楽：吉川清之（1）、近藤智子（1）、谷本成久（1）、得田真裕（2）、遠藤浩二（3,4）
- VFX：日テレアックスオン（1）、クロフネプロダクト（2,3）
- 技術協力：アップサイド
- 美術協力：京映アーツ
- 製作者：神蔵克、金澤宏次
- プロデュース：栖川一郎（1,2）、佐藤明香（3,4）、黒川浩行
- 制作協力：ユニオン映画、日テレアックスオン（1）
- 製作著作：BS日テレ

## 放送日程
| 放送回 | 放送日        | タイトル                                         | 監督     |
| ------ | ------------- | ------------------------------------------------ | -------- |
| 第1弾  | 2017年10月9日 | BS笑点ドラマスペシャル 桂歌丸                    | 雨宮望   |
| 第2弾  | 2019年1月12日 | BS笑点ドラマスペシャル 五代目三遊亭圓楽          | 猪股隆一 |
| 第3弾  | 2020年1月11日 | BS笑点ドラマスペシャル 初代林家木久蔵            | 井坂聡   |
| 第4弾  | 2022年1月2日  | BS笑点ドラマスペシャル 笑点をつくった男 立川談志 | 井坂聡   |

## 受賞歴
- 日本民間放送連盟賞
  - 『BS笑点ドラマスペシャル 五代目 三遊亭圓楽』2019年 テレビドラマ種目 優秀賞[6]
  - 『BS笑点ドラマスペシャル 初代 林家木久蔵』2020年 テレビドラマ種目 優秀賞[7]